# Pleocyemata
Sous-ordre
Synonymes
- Natantia[2]
- Reptantia[2]

Les Pleocyemata sont un sous-ordre de crustacés décapodes.

## Description et caractéristiques
Ce groupe de crustacés décapodes incube ses œufs accrochés aux appendices abdominaux. C’est dans cette situation que se déroule l’embryogenèse et parfois l’ensemble du développement. L'éclosion se fait sous forme de larves (zoés), ou de formes plus avancées.
Les pléocyémates se distinguent ainsi des formes plus primitives, qui pondent leurs ovules directement dans l’eau où se produit la fécondation et l’embryogenèse. On pourrait les appeler acyemata mais elles sont classées dans le sous-ordre des Dendrobranchiata (du grec δένδρον/déndron « arbre », et de branchie), terme qui n’est évidemment pas symétrique du précédent.

## Liste des infra-ordres
Selon World Register of Marine Species (11 mars 2017) :
- infra-ordre Achelata Scholtz & Richter, 1995 (langoustes…)
- infra-ordre Anomura MacLeay, 1838 (bernard l'ermite, galathées…)
- infra-ordre Astacidea Latreille, 1802 (écrevisses, homards…)
- infra-ordre Axiidea de Saint Laurent, 1979
- infra-ordre Brachyura Latreille, 1802 (crabes proprement dits)
- infra-ordre Caridea Dana, 1852 (crevettes…)
- infra-ordre Gebiidea de Saint Laurent, 1979
- infra-ordre Glypheidea Van Straelen, 1925
- infra-ordre Polychelida Scholtz & Richter, 1995
- infra-ordre Procarididea Felgenhauer & Abele, 1983
- infra-ordre Stenopodidea Claus, 1872 -- crevettes nettoyeuses

## Étymologie
Le terme pleocyemata est construit sur les deux éléments pleo mis pour pléon (abdomen des Crustacés) ou pléopode (appendice abdominal), et cyema dérivé du grec κύω (kúō) « être enceinte », adaptons, « incuber ».

## Galerie

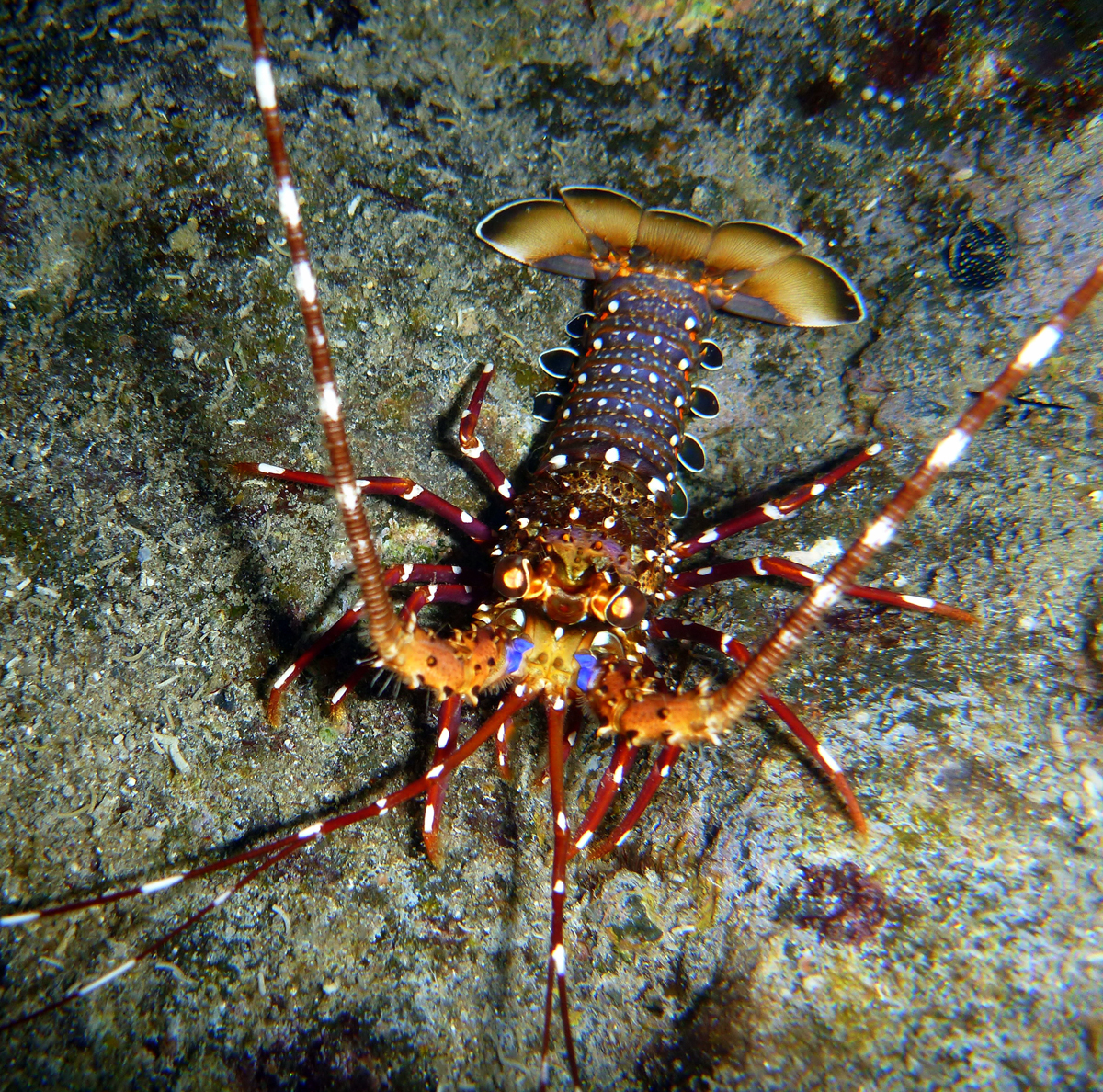
Panulirus longipes, une Achelata
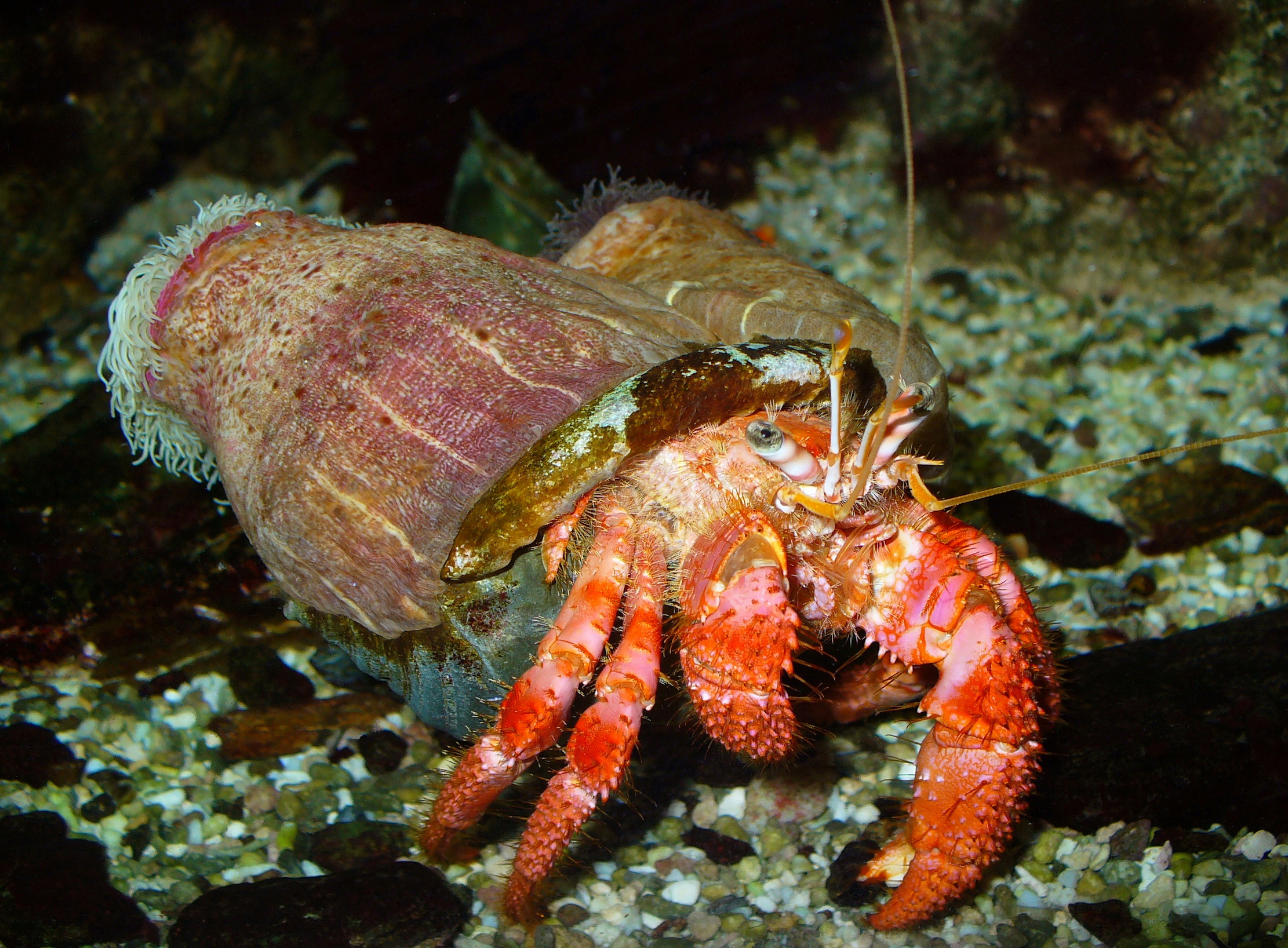
Dardanus calidus, un Anomura
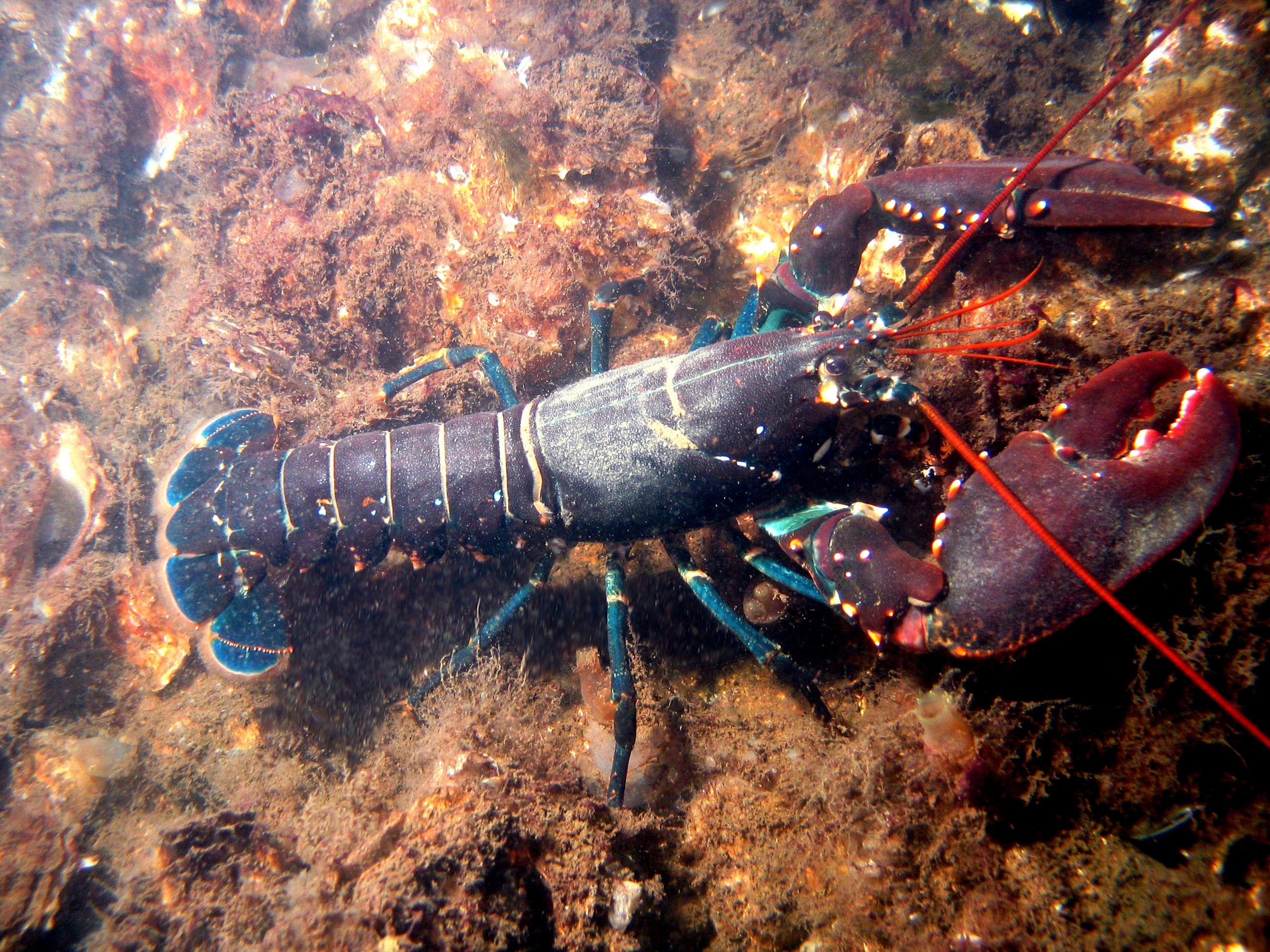
Homarus gammarus, un Astacidea
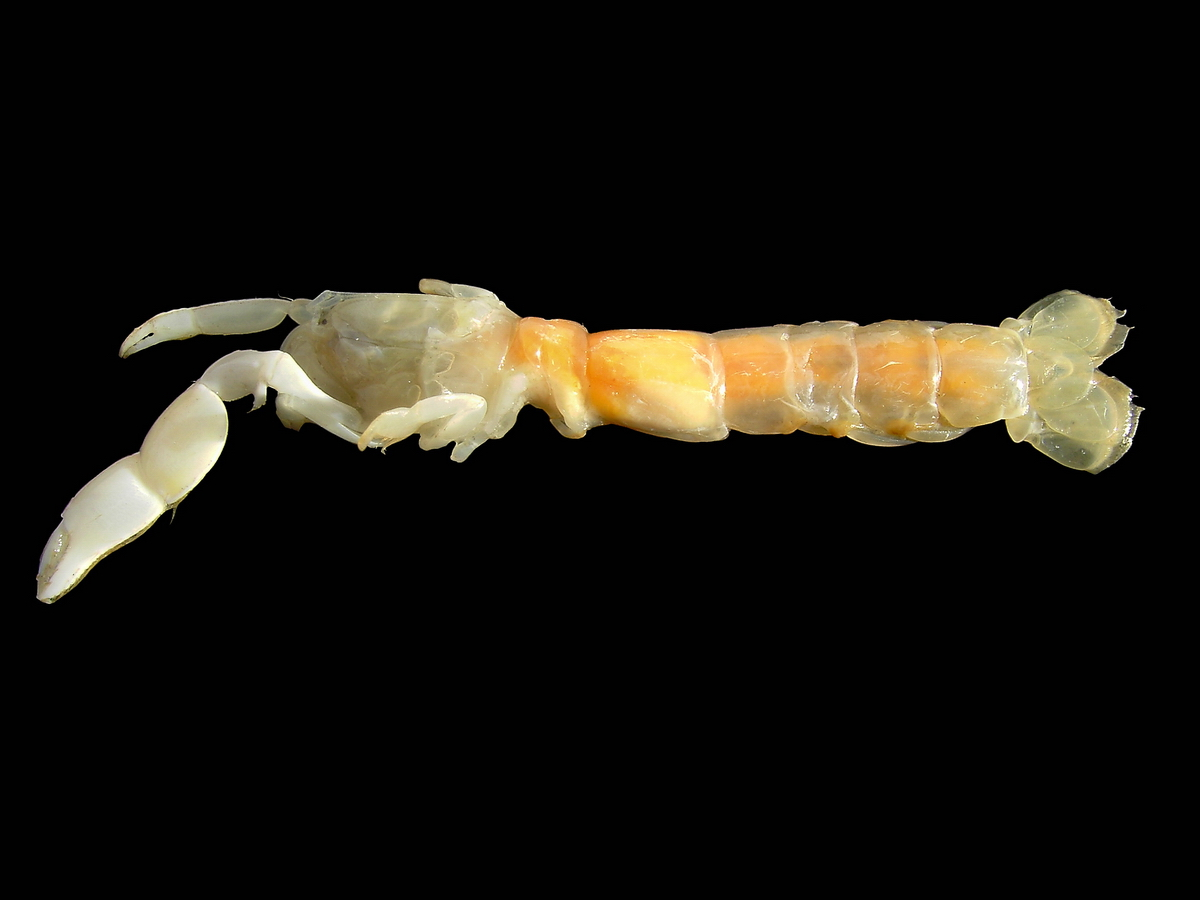
Pestarella tyrrhena, un Axiidea
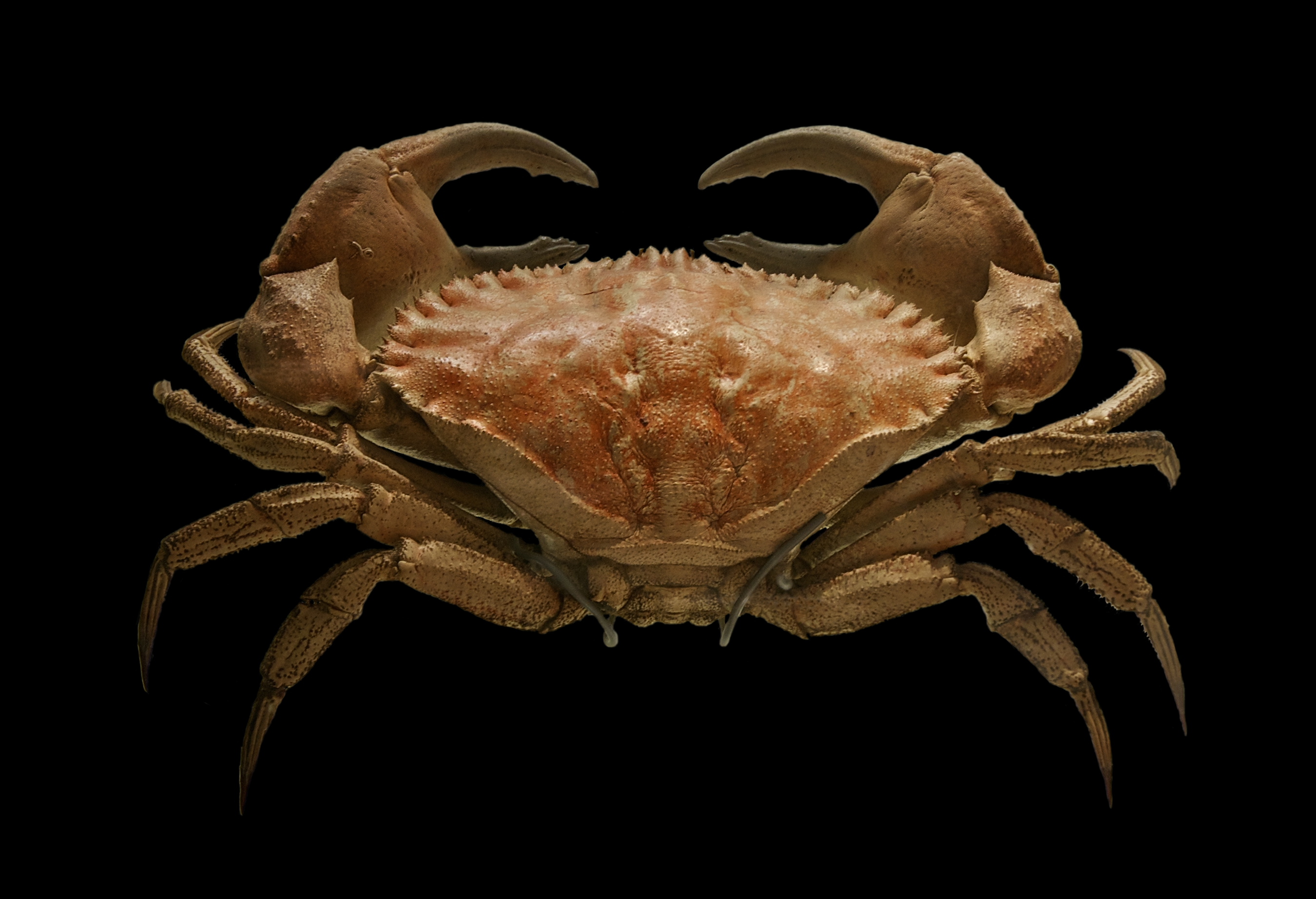
Cancer bellianus, un Brachyura
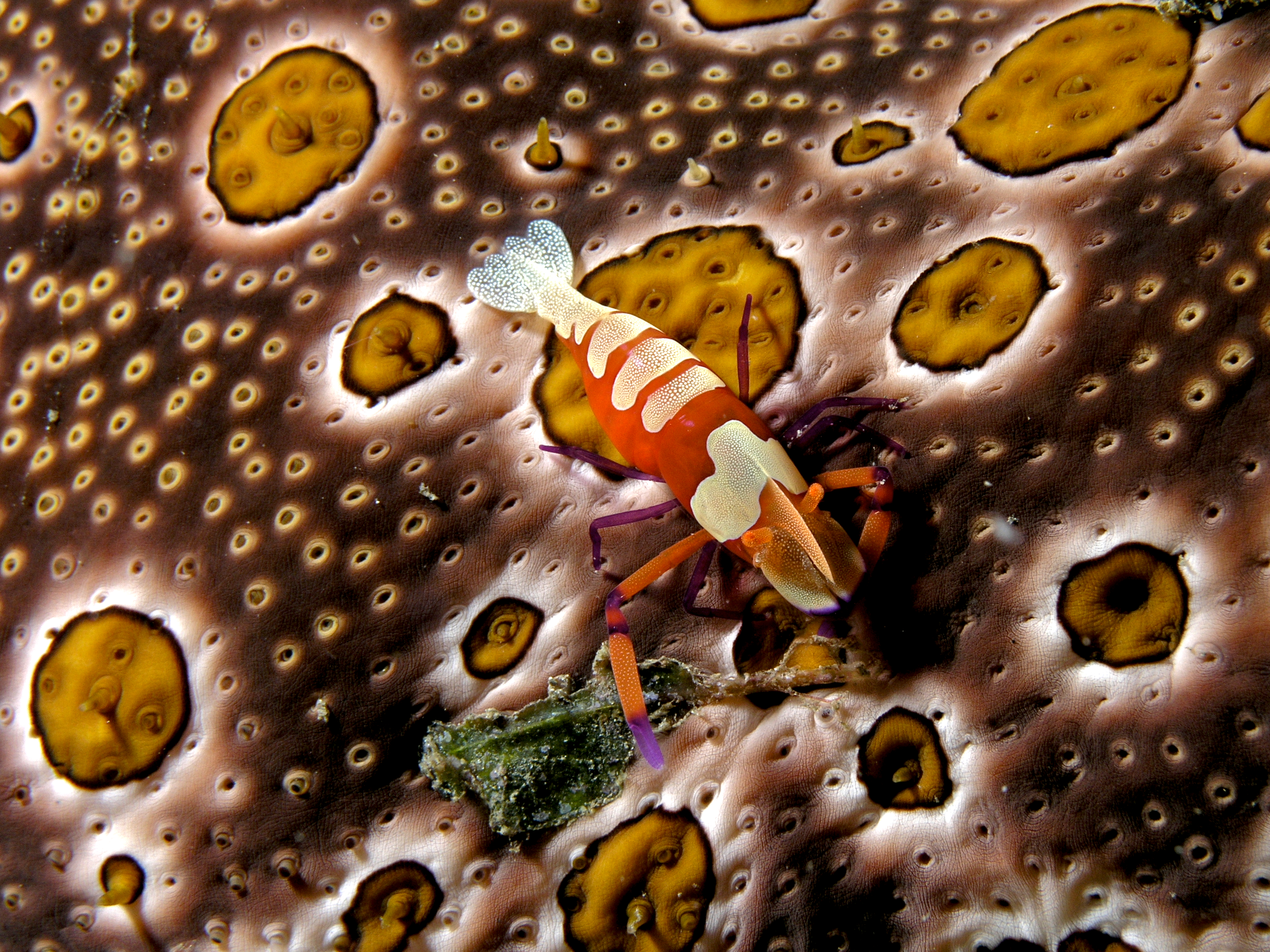
Periclimenes imperator, une Caridea
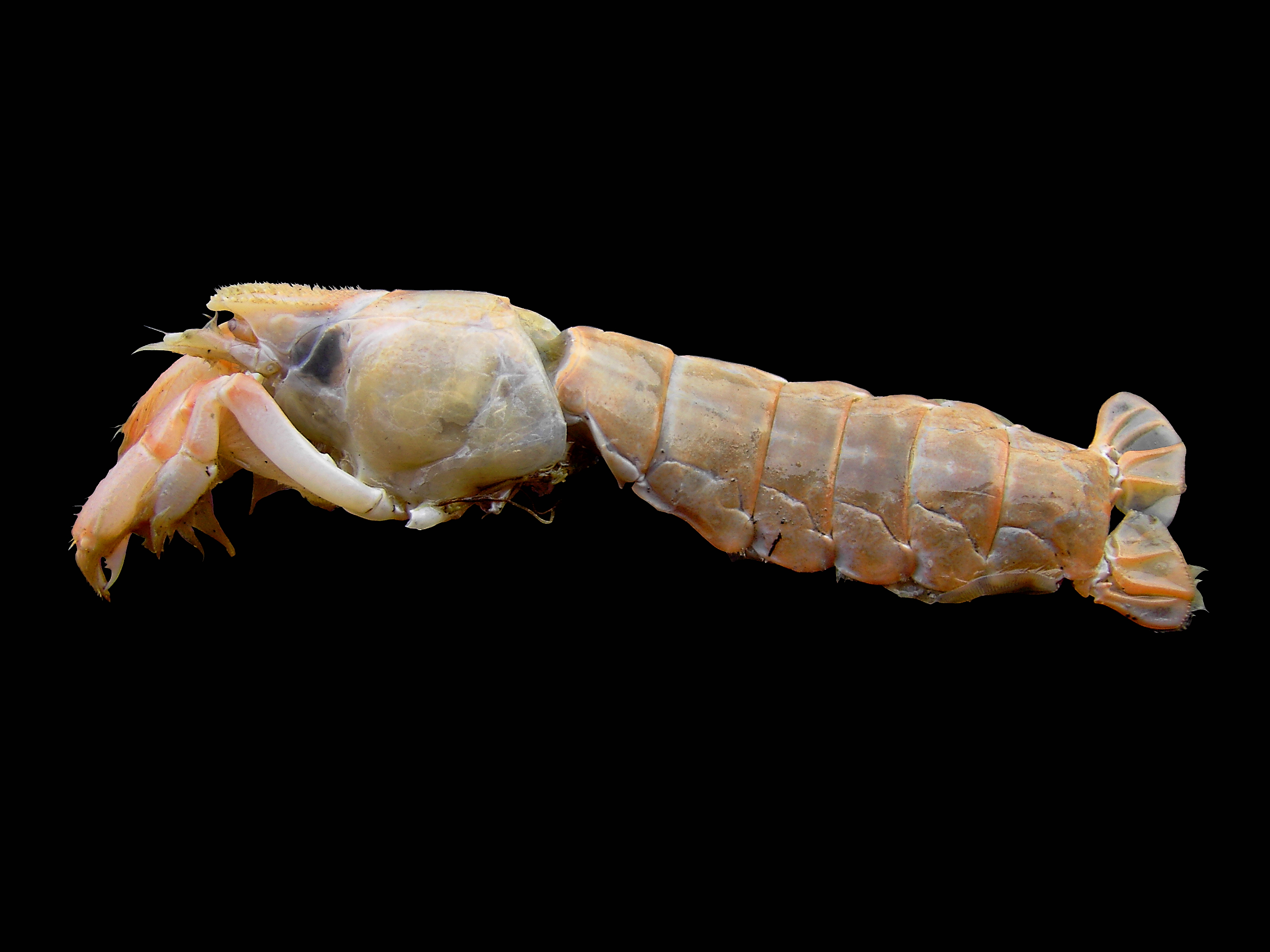
Upogebia deltaura, un Gebiidea
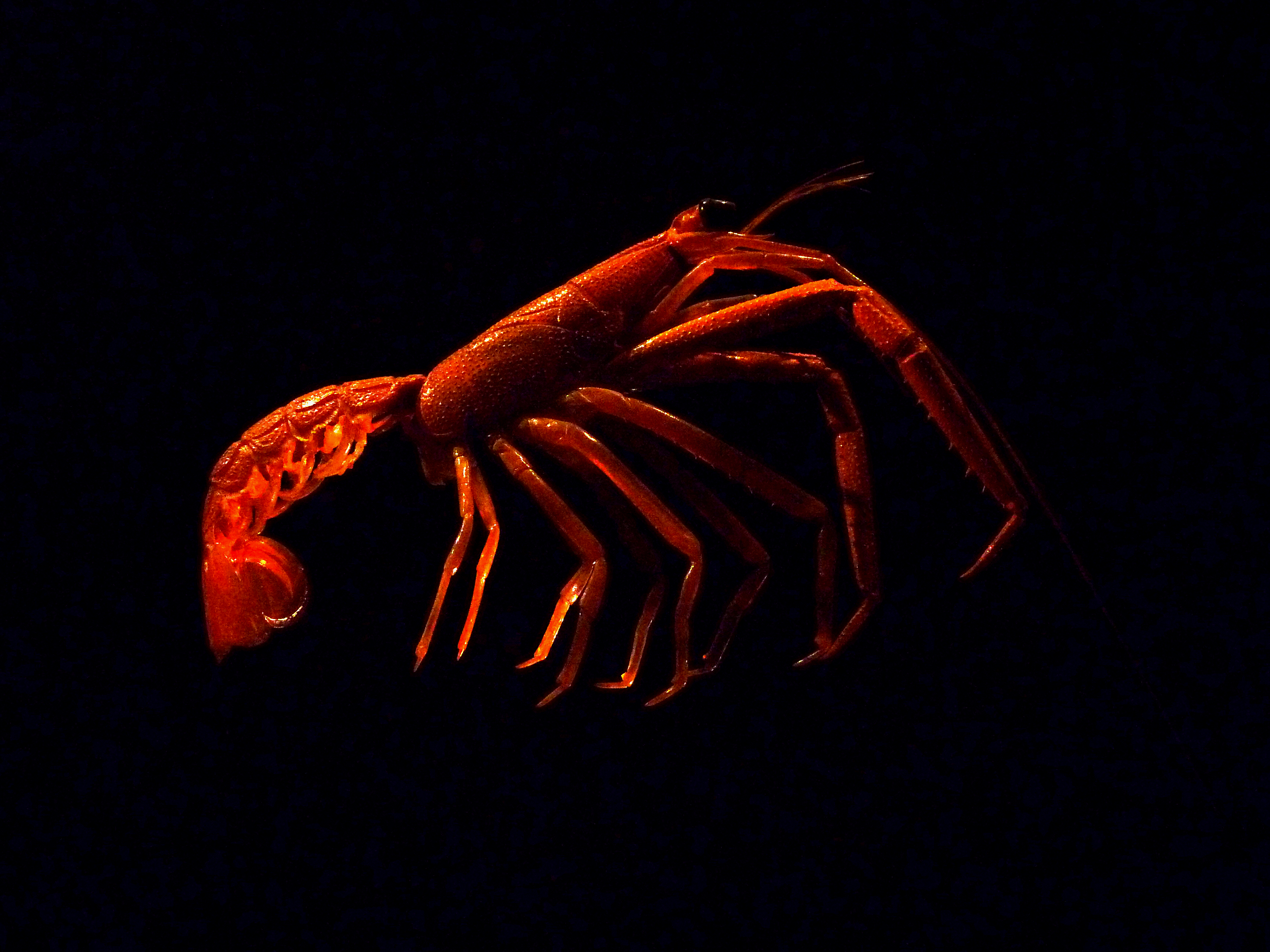
Neoglyphea inopinata, un Glypheoidea
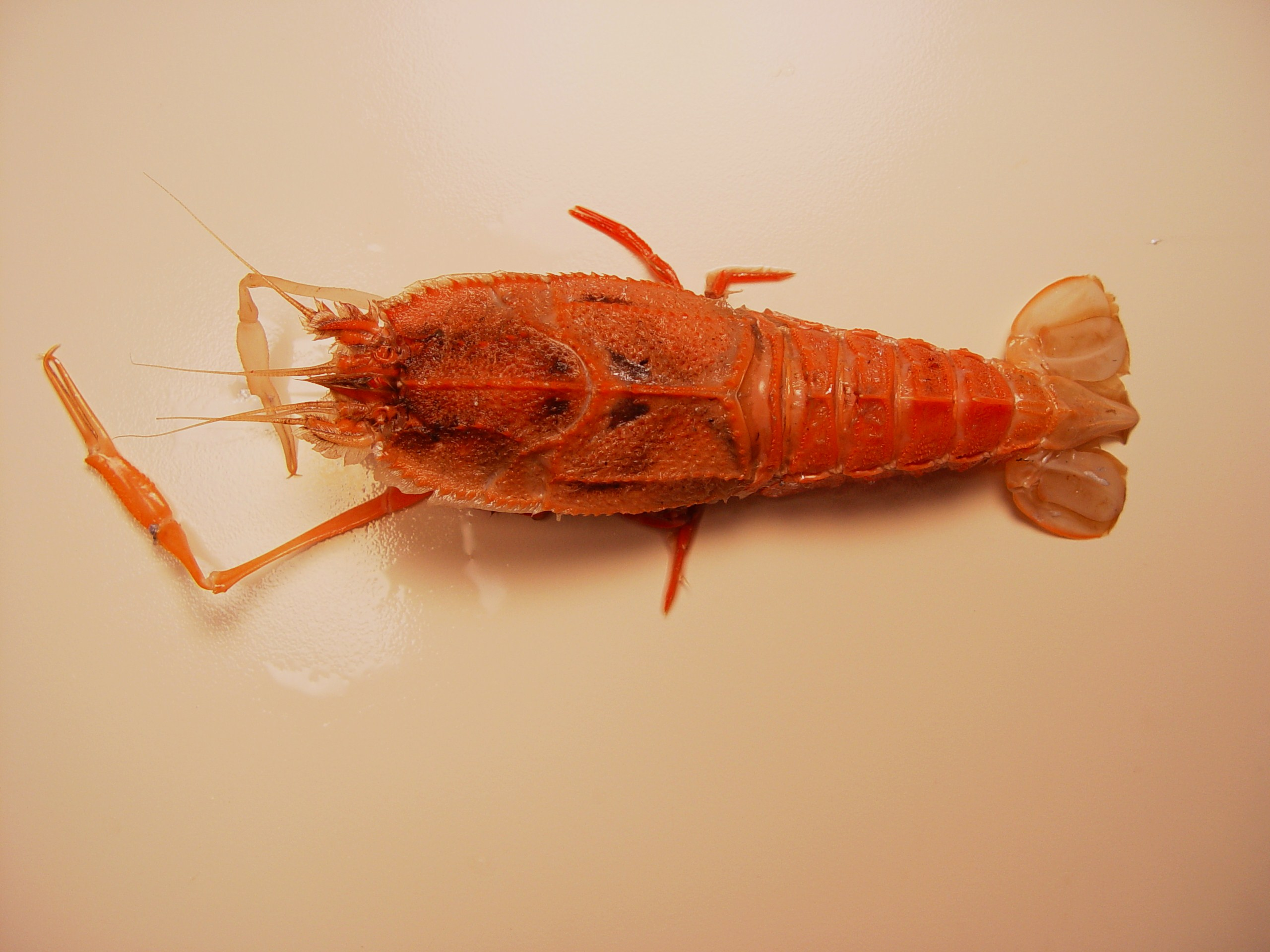
Polycheles sculptus, un Polychelida
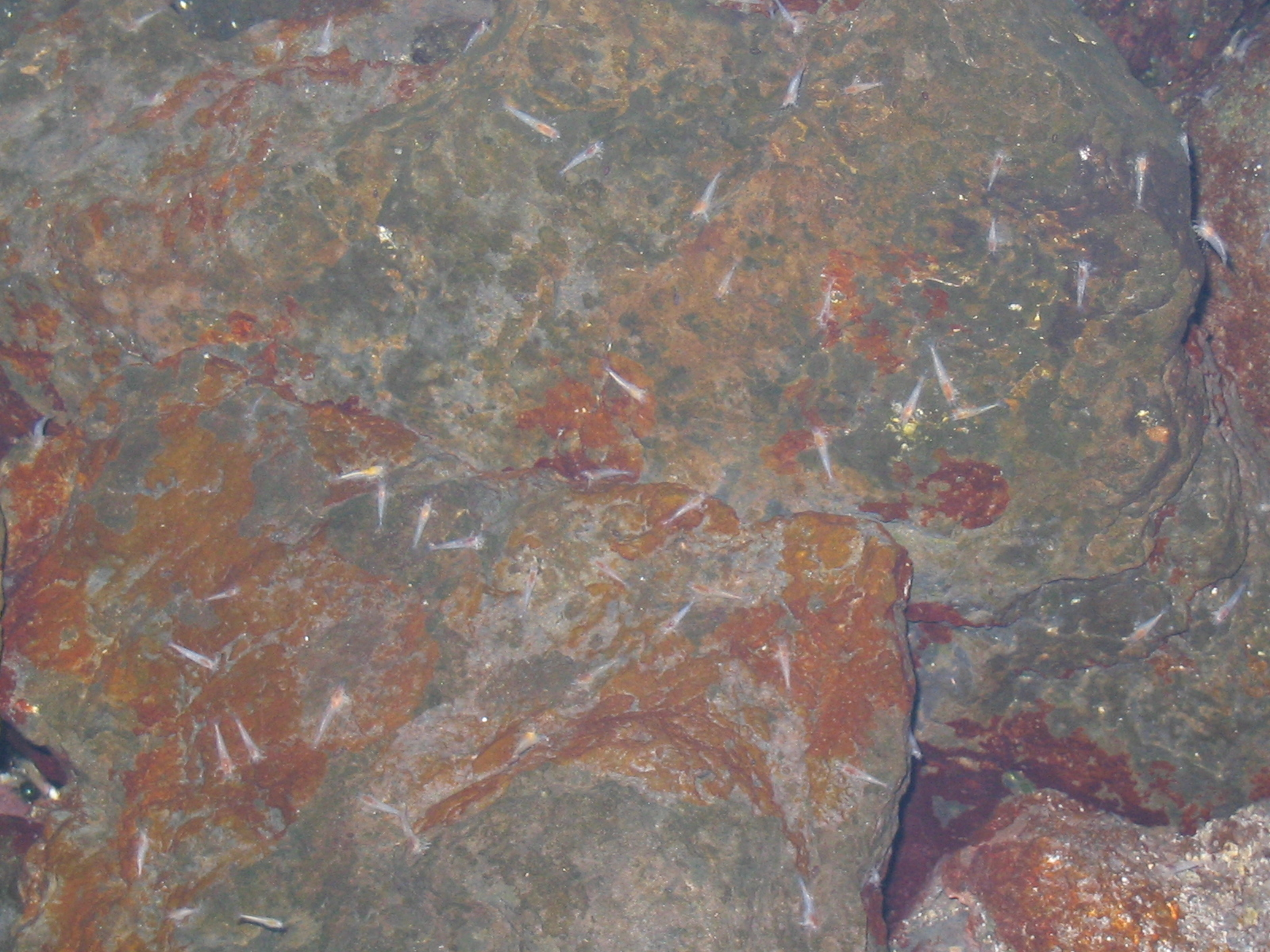
Procaris ascensionis, des Procarididea
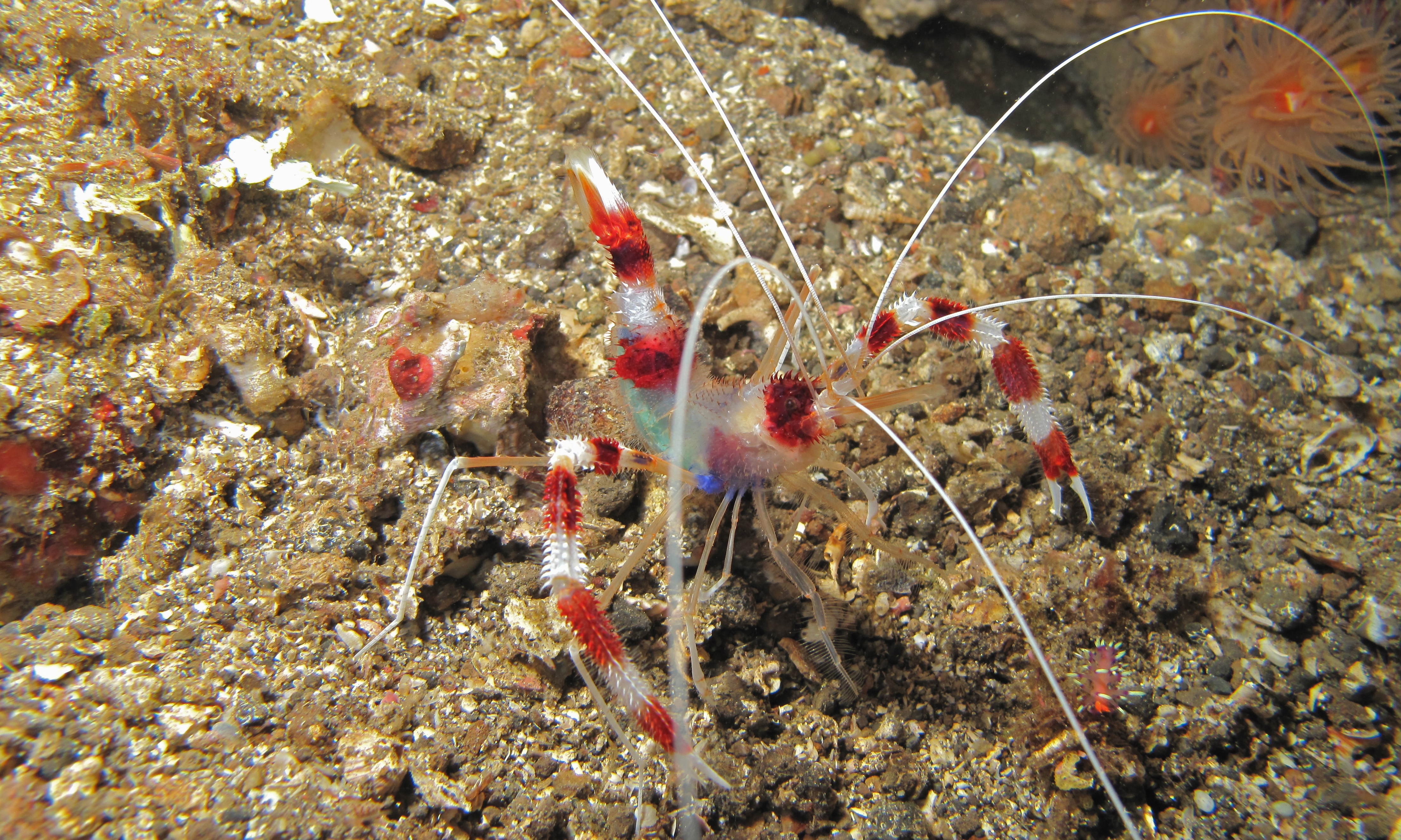
Stenopus hispidus, un Stenopodidea
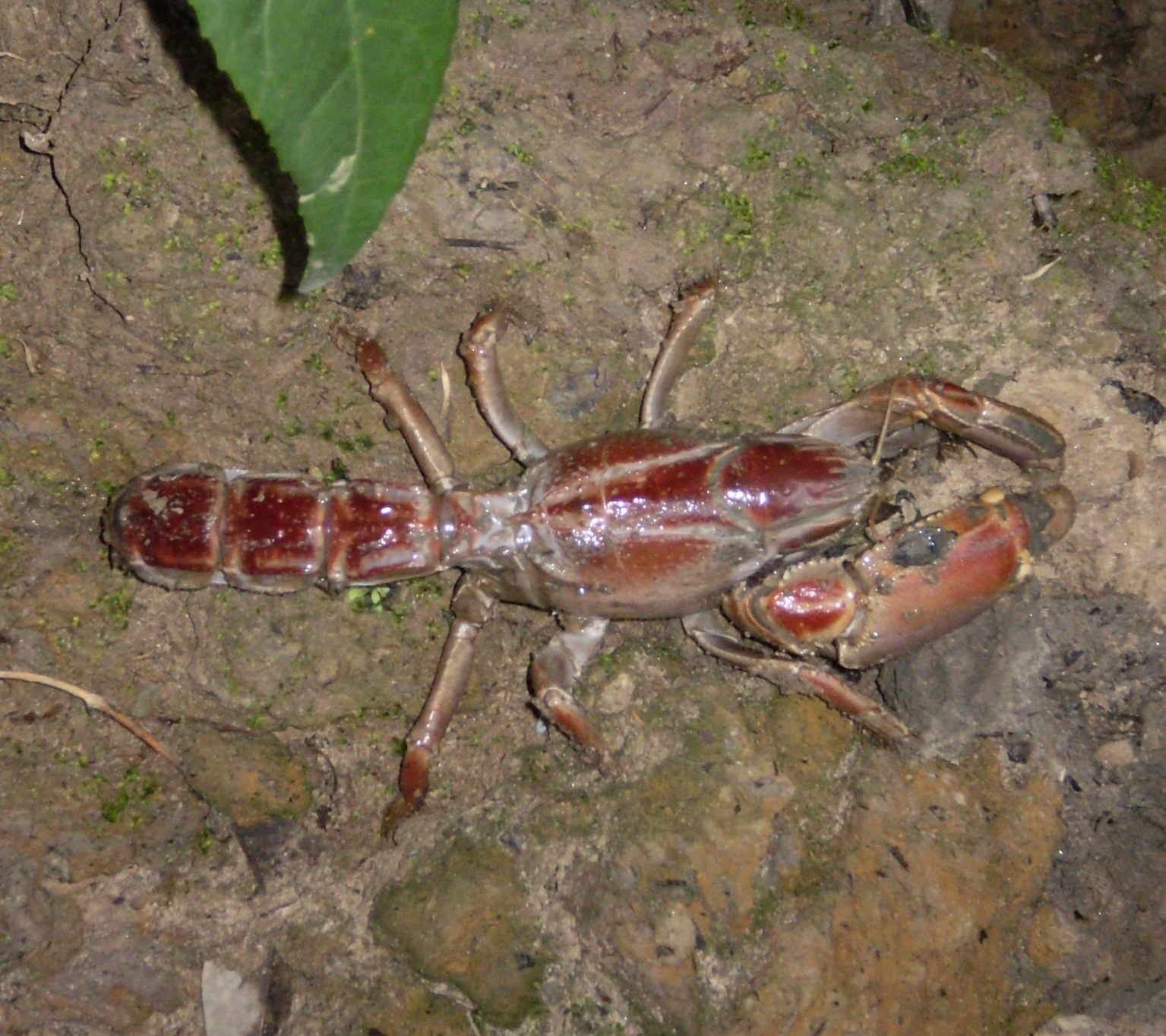
Thalassina anomala, une Thalassinidea